# Phyllodictus tessellatus
Phyllodictus tessellatus är en insektsart som beskrevs av Ball 1926. Phyllodictus tessellatus ingår i släktet Phyllodictus och familjen sporrstritar. Inga underarter finns listade i Catalogue of Life.